# Liuskasaari
Liuskasaari, en suédois Skifferholmen, est une île du sud de la Finlande située dans le golfe de Finlande, au sud du centre-ville d'Helsinki.

## Transports
Des navettes maritimes desservent l'île de début avril à fin octobre à partir de Merisatamanranta (à l'extrémité de la rue Kapteeninkatu),.
Une digue relie Liuskasaari à l'île voisine de Uunisaari.

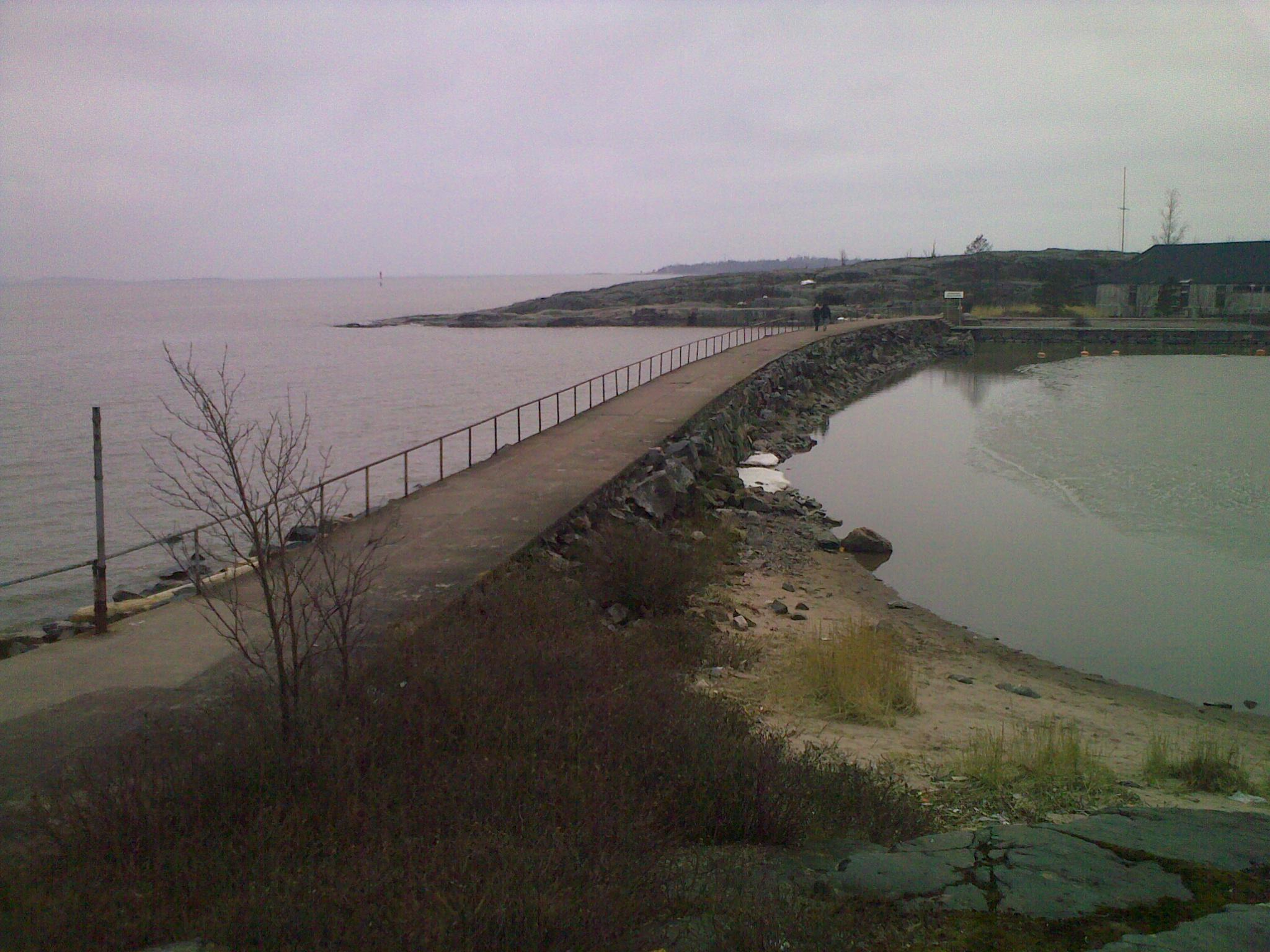
La digue reliant Liuskasaari à Uunisaari

## Activités
L'île abrite le club de voile Helsingfors Segelsällskap (le HSS), fondé en 1893 c'est l'un des plus anciens de Finlande.
Il possède un port d'environ 300 places.
Le bâtiment du club HSS:n a été construit en 1947 sur les plans de l'architecte Runar Finnilä. Il abrite le restaurant HSS Boat House. Michael Schilkin et Björn Landström en ont travaillé les murs avec des décorations en verre et en céramique
L'île a été le site de quelques épreuves de voile aux Jeux olympiques d'été de 1952.

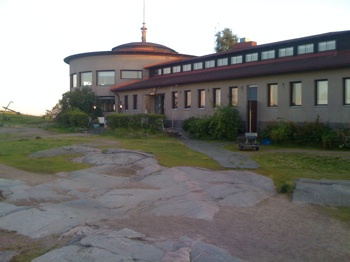
Le club de voile
Helsingfors Segelsällskap